# 新庄子 (臺中市南屯區)
新庄子，原寫為新庄仔，是臺灣臺中市南屯區的一個傳統地域名稱，位於該區北部。相較於今日行政區，其範圍大致為新生里北半部。

## 歷史
台灣清治末期至日治初期，新庄子地區為一街庄，稱為「新庄仔庄」，隸屬於捒東下堡。該庄北與馬龍潭庄為鄰，東與三塊厝庄為鄰，南邊為劉厝庄，西邊隔筏子溪與山仔腳庄、知高庄為界。
1901年（日治明治三十四年）11月，全台廢縣廳改設二十廳，該庄隸屬於臺中廳。1903年（明治三十六年）6月，該庄編入「犁頭店區」，隸屬於臺中廳。1909年（明治四十二年）10月，合併二十廳為十二廳，犁頭店區隸屬不變。1920年（大正九年），全台地方制度大改正，廢十二廳改設五州二廳，該庄改制並雅化為「新庄子」大字，隸屬於臺中州大屯郡南屯庄。
戰後南屯庄改制為南屯鄉，隸屬於臺中縣，大字亦改制為村。1947年2月，南屯鄉併入臺中市改稱南屯區，村亦改制為里。1950年10月，中、彰、投分治，南屯區仍隸屬臺中市。2010年12月，臺中縣市合併為直轄臺中市，南屯區隸屬不變。

## 聚落
本地區發展較早的聚落有新庄仔、針角仔等，在日治期初期的官方地圖上已有記載。

## 交通
國道1號又稱「中山高速公路」，是台灣西部兩條縱向高速公路之一，大致以北偏東—南偏西走向經過新庄子地區西部邊界外不遠處，並於市道136號交會口設有南屯交流道。由此可快速前往國道1號沿線各地。
省道台74線原稱「中彰快速道路」，現稱「快官霧峰線」，是彰化縣快官以順時針方向繞行臺中市區外圍至霧峰的快速道路，大致以南向北轉南南西—北北東北走向經過本地區中部偏西地帶。由該道路向南可前往烏日、彰化快官接台74甲線前往花壇並止於省道台1線路口，向北北東可前往西屯、北屯西北部、潭子南部、北屯中部、太平、大里、霧峰等地。
市道136號（五權西路二段）是臺中市龍井區至南投縣國姓鄉龜溝的道路，大致以西北—東南走向轉西北西—東南東走向經過本地區中部。由該道路向西北經國道1號南屯交流道可前往大肚東北部邊界地帶、龍井東部、沙鹿西南部、梧棲與龍井交界地帶並止於省道台17線路口，向東南東可前往南屯市區、台中市區、太平、國姓並止於省道台14線路口。